# Las Ventas
La Plaça de Toros Monumental de Las Ventas és la major plaça de toros d'Espanya, i la tercera més gran del món després de la plaça de Ciutat de Mèxic i de Valencia (Veneçuela). És situada a Madrid i és una de les més importants del món.
Va ser inaugurada el 17 de juny de 1931, amb el nom de Plaza de Las Ventas del Espíritu Santo, per ser el nom de la zona en aquella època, encara que no serà fins a 1934 que entrarà en funcionament de forma definitiva.
Fou dissenyada per l'arquitecte José Espeliú en estil neomudèjar a totxana vista sobre una estructura metàl·lica. La decoració, obra de Manuel Muñoz Monasterio, es va realitzar a base de ceràmiques amb els escuts de totes les províncies espanyoles i altres motius purament decoratius.
Té capacitat per a uns 25.000 espectadors. El ruedo mesura 60 metres de diàmetre i l'ample del carreró és de 2,2 metres. Les seves localitats es distribueixen en 10 tendidos, dividits en tendido, grada i andanada. La temporada de toros comença pel març i acaba a l'octubre, destacant-ne els dies de la Fira de Sant Isidre. Des de 1951 es troba a les seves dependències el Museu Taurí.